# 布斯基斯塔尔
布斯基斯塔尔，是西班牙安达卢西亚自治区格拉纳达省的一个市镇。总面积18平方公里，
2001年普查人口總數為381人，人口密度為每平方公里21人。